# Бенеј ан Воевр
Бенеј ан Воевр (фр. Beney-en-Woëvre) насеље је и општина у североисточној Француској у региону Лорена, у департману Меза која припада префектури Комерси.
По подацима из 2011. године у општини је живело 154 становника, а густина насељености је износила 8,95 становника/km². Општина се простире на површини од 17,2 km². Налази се на средњој надморској висини од 233 метара (максималној 267 m, а минималној 218 m).

## Демографија
| 1962. | 1968. | 1975. | 1982. | 1990. | 1999. | 2011. |
| ----- | ----- | ----- | ----- | ----- | ----- | ----- |
| 203   | 173   | 144   | 120   | 119   | 133   | 154   |

График промене броја становника у току последњих година